# 反転分布
反転分布（はんてんぶんぷ、英: Population inversion）とは、物理学、とくに統計力学において、基底状態の粒子等（例えば、原子や分子）の数よりも、励起状態の粒子等の数の方が多いような系の状態をいう。レーザーを発振するためには、反転分布が不可欠である。

## 概要
例えば、通常の原子において、電子は、フェルミ・ディラック分布に従い、低いエネルギー準位に多く分布している。しかし、外部からエネルギーを供給（ポンピング）することにより、この分布を反転させ、基底状態の原子よりも、励起状態の原子の方が多い状態を作り出すことができる。
反転分布状態のレーザー媒質に光が入射すると、誘導放出により入射光が増幅され、レーザーが発振される。ただし、2準位系の励起では、励起先の準位にある原子や分子の数が、元の準位の原子や分子の数を超えた段階で、それ以上のエネルギーを吸収できなくなるため、反転分布を作り出すことはできない。反転分布を作り出すためには、少なくとも3準位系が必要であり、持続的なレーザー発振のためには、4準位系であることが望ましい。
反転分布は（便宜上）負温度とも呼ばれる。これは、フェルミ・ディラック分布の式において、温度項の符号をマイナスにした状態とも考えることができるためである。ただし、反転分布にある物質は熱平衡状態にはないので、これは熱力学温度とは異る概念である。

## ボルツマン分布と熱的平衡
反転分布の概念を理解するためには、熱力学の一部と電磁波の物質との相互作用について理解する必要がある。レーザー媒質となるような非常に単純な原子の組み合わせについて考えてみよう。
N個の原子それぞれが、二つのエネルギー状態のうちのどちらかにいる
系を考える。
1. エネルギー{\displaystyle E_{1}}の基底状態
2. エネルギー{\displaystyle E_{2}(>E_{1})}の励起状態

基底状態にいる原子の数を{\displaystyle N_{1}}
励起状態にいる原子の数を{\displaystyle N_{2}}
、その総和を{\displaystyle N}とする
{\displaystyle N_{1}+N_{2}=N}
二つの状態のエネルギーの差を
{\displaystyle \Delta E=E_{2}-E_{1}},
とし、原子と相互作用する光の固有振動数を
{\displaystyle \nu _{12}} として、次の式で与える。
{\displaystyle E_{2}-E_{1}=\Delta E=h\nu _{12}},
ただし、{\displaystyle h}はプランク定数。
もし、この原子集団が熱平衡にあるとすれば、
それぞれの状態に対する原子の数の比は、ボルツマン分布で与えられる。
{\displaystyle {\frac {N_{2}}{N_{1}}}=\exp \left(-{\frac {E_{2}-E_{1}}{kT}}\right)}
ここで、原子集団の{\displaystyle T}は熱力学的温度、{\displaystyle k}はボルツマン定数である。
熱平衡状態において、通常は低いエネルギー状態の方が存在比が大きい。
たとえば室温（T = 300 K、kT = 26 meV）で可視光（ν = 500 THz、ΔE = 2.07 eV）と相互作用する系を考えると、ΔE/kT ≈ 102なのでN2/N1 ≈ 0、すなわちほとんどの原子が基底状態にある。
温度{\displaystyle T}が上昇すると励起した原子の数{\displaystyle N_{2}}が増えるが、熱平衡状態において{\displaystyle N_{2}/N_{1}>1}となることはなく、{\displaystyle T\to \infty }の極限で{\displaystyle N_{1}=N_{2}}となる。
換言すると、反転分布は普通の系では熱平衡においては起こり得ない現象といえる。
系を反転分布にするためには、したがって、系を非平衡状態にする必要がある。
(但し、スピン系など、例外的に負の温度の平衡分布が許される系は存在するので、必ずしも熱平衡状態において高いエネルギー状態が低いエネルギー状態より数が少なければならない訳ではないことには注意。)